# Ultraman: L'ascens
Ultraman: L'ascens (ウルトラマン: ライジング, Urutoraman: Raijingu) és una pel·lícula de superherois d'animació basada en la franquícia Ultraman de Tsuburaya Productions. Es tracta d'una coproducció sinoestatunidenca entre Netflix Animation i Tsuburaya Productions, amb animació d'Industrial Light & Magic. És la 44a pel·lícula de la franquícia. Dirigida per Shannon Tindle (en el seu debut com a director), la va escriure conjuntament amb Marc Haimes. S'ha doblat i subtitulat al català.
Ultraman: L'ascens s'estrenarà a tot el món a Netflix el 14 de juny de 2024. La pel·lícula ha rebut crítiques positives que van elogiar l'animació, el guió i les interpretacions de veu de la pel·lícula (especialment la de Sean).

## Producció
La pel·lícula, inspirada en el personatge homònim, va començar originalment com una idea original desenvolupada pel director Shannon Tindle. El va concebre mentre treballava com a dissenyador de personatges a Foster's Home for Imaginary Friends a mitjans i finals dels anys 2000. Tindle va desenvolupar encara més la pel·lícula, escrivint un guió i creant la part artística, a Sony Pictures Animation del 2016 al 2018; en aquell moment, la trama hauria seguit "un multimilionari obligat a créixer quan s'enfronta als fills orfes del seu antic enemic". Després de deixar Sony, Tindle es va traslladar a Netflix Animation per produir la sèrie híbrida d'imatge real/animació Lost Ollie amb el director de Sony Animation Peter Ramsey, on va tenir l'oportunitat de reutilitzar l'argument perquè la seva pel·lícula encaixés amb Ultraman.
El projecte es va anunciar com a exclusiu de Netflix el maig del 2021, amb Tindle com a director i coguionista amb Marc Haimes (Tindle i Haimes anteriorment van coescriure Kubo and the Two Strings), Tom Knott a la producció, Lisa Poole com a coproductora, John Aoshima com a coproductor i Industrial Light & Magic a l'animació. El juliol de 2022, Netflix va publicar una imatge que mostrava l'estil d'animació de la pel·lícula i el disseny d'Ultraman.

## Estrena
L'octubre de 2023, Tindle va compartir a través de Twitter una imatge de primera vista d'Ultraman i el títol oficial de la pel·lícula com a Ultraman: Rising, fent un tast per a la Geeked Week 2023. El novembre de 2023, el repartiment de veu original i el primer tràiler de la pel·lícula es van donar a conèixer durant la Geeked Week 2023, amb l'objectiu d'un llançament de 2024 a Netflix. El film es va estrenar al Festival de Cinema d'Animació d'Annecy el 12 de juny de 2024. Va ser seguit pel seu llançament mundial a Netflix el 14 de juny de 2024.